# Ego Trip (Kurtis Blow)
Ego Trip è il quinto album del rapper statunitense Kurtis Blow, pubblicato nel 1984 e distribuito dalla Mercury Records. 8 Million Stories e Basketball sono i singoli che riescono a classificarsi negli Stati Uniti, rispettivamente 45° nella Hot Black Singles e 71° nella Hot 100. 8 Million Stories presenta una collaborazione con il gruppo Run DMC. L'album entra tra i primi cento nella classifica pop e tra i primi venti nella classifica dedicata agli album neri.
Secondo Alex Henderson di AllMusic, «quando Kurtis Blow registrò l'album Ego Trip nel 1984, l'MC di Harlem non era più considerato all'avanguardia nei circoli hip hop, a differenza di altri artisti contemporanei quali i Run DMC, LL Cool J, i Fat Boys, i Beastie Boys e Whodini e dopo il successo dei suoi anni di popolarità tra il 1979 e il 1981, era ormai considerato old school.» Henderson aggiunge che l'insuccesso e l'incoerenza dei prodotti di Blow erano dovuti al fatto che il rapper usciva da un'epoca in cui i singoli dominavano l'hip hop e gli album erano l'accezione invece che la regola e nel 1984 l'hip hop si stava sempre più orientando verso gli album.
| Recensione        | Giudizio |
| ----------------- | -------- |
| AllMusic          | [ 1 ]    |
| The Village Voice | B-       |

Il critico Robert Christgau recensisce positivamente l'album, dandogli una «B-» come voto: «dopo aver dichiarato la rivoluzione, [che è] sempre una buona mossa, Kurtis scivola di soppiatto "alla fase successiva" e sta chiaramente cercando di arrivarci. Ma [...] le sue rime politiche non evocano l'acutezza dell'osservazione e dei sentimenti che si provano in un rivoluzionario.» In una recensione retrospettiva, Alex Henderson per AllMusic assegna all'album tre stelle su cinque: «anche se lo stile di rapping di Blow suonava un po' antiquato nel 1984, aveva ancora una tecnica impressionante. Sebbene discontinuo, Ego Trip ha molto da offrire. Parte del materiale è eccellente, specialmente il successo Basketball (che omaggia i grandi nomi dello sport) [...] e le altre tracce [...] sono decenti ma non eccezionali. Le sue tracce migliori sono di prim'ordine.»

## Tracce
1. 8 Million Stories (featuring Run DMC) – 5:31 (testo: Kurtis Blow, William Waring)
2. AJ Scratch – 5:28 (testo: Blow)
3. Basketball – 6:58 (testo: Waring, Blow, Robert Ford, J.B. Moore, Jimmy Bralower, Full Force)
4. Under Fire – 7:23
5. I Can't Take it No More – 4:14
6. Ego Trip – 5:34
7. Fallin Back in Love Again – 5:23

Durata totale: 40:31

## Classifiche
| Classifica (1984) | Posizione massima |
| ----------------- | ----------------- |
| Stati Uniti       | 83                |
| US Black Albums   | 18                |